# Vogorno
Vogorno est une ancienne commune et une localité de la commune de Verzasca du district de Locarno, dans canton du Tessin, en Suisse. La localité est située dans le val Verzasca. Le code postal est le 6632. La localité comprend les hameaux de Berzona, Pregossa et San Bartolomeo.

## Histoire
Le 18 octobre 2020, la commune devient, avec Brione, Corippo, Frasco, Lavertezzo Valle (localité de Lavertezzo), Sonogno, et Gerra Valle (localité de Cugnasco-Gerra), une localité de la nouvelle commune de Verzasca.